# FICUNAM - Festival Internacional de Cine UNAM
O Festival Internacional de Cinema da UNAM (FICUNAM)  é um festival de cinema independente de caráter internacional, que se realiza anualmente na Cidade do México. Sua primeira edição ocorreu em 2011, na segunda quinzena de fevereiro. O festival é um projeto da  Universidade Nacional Autônoma do México (UNAM).

## História
A primeira edição do FICUNAM foi realizada de 24 de fevereiro a 3 de março de 2011. Atraiu cerca de 14 mil espectadores enquanto 60 mil assistiram a alguma atividade em suas diferentes sedes: CCU (Centro Cultural Universitário), MUAC (Universidade de Arte Contemporânea Museu), Centro Cultural da Universidade de Tlatelolco, Cinematógrafo Chopo e as Faculdades de Estudos Superiores de Acatlán e Aragón. O Festival nasceu durante a reitoria do Dr. José Ramón Narro Robles por iniciativa de Mtro. Enrique Sealtiel Alatriste y Lozano, então Coordenador de Difusão Cultural da UNAM, e Eva Sangiorgi, fundadora e diretora do festival.
A segunda edição do festival foi realizada de 23 de fevereiro a 1º de março de 2012; que, após oito dias de atividades e 115 exibições, contou com a presença de aproximadamente 10.000 pessoas. Além disso, os locais do FICUNAM 2012 aumentaram em relação ao ano anterior, sendo o Cine Lido e o Lumiere Reforma mais dois locais. Esta edição foi realizada - novamente - sob a direção de Eva Sangiorgi, e contou com o apoio da coordenação de difusão cultural da UNAM, da Cinemateca da UNAM e do Instituto Mexicano de Cinematografia (IMCINE).